# Харбін БЗК-005
БПЛА середньої висоти дальнього радіусу дії BZK-005 — це літак-розвідник, розроблений Пекінським університетом аеронавтики та астронавтики та Harbin Aircraft Industry (Group) Co., Ltd. Використовується ВМС НОАК і ВПС НОАК .

## Розвиток
BZK-005 був представлений на Міжнародному авіашоу в Чжухаї 2006, де громадськості було продемонстровано відео та моделі цього БПЛА.

## Дизайн
Конструкція BZK-005 має кілька інтегрованих функцій.  Вважається, що супутникова антена передачі даних міститься у великому верхньому куполі.  Під корпусом знаходиться система оптико-електричних датчиків, яка вважається основним датчиком.  Очікується, що БЗК-005 має крейсерську швидкість близько 170 км/год, стеля обслуговування 8 тис м, максимальна злітна маса — близько 1200 кг, максимальна вантажопідйомність понад 150 кг. </link>

## Варіанти
БЗК-005: неозброєна розвідувальна версія.
BZK-005C: розроблено на основі оригінального BZK-005 і оптимізовано аеродинамічну структуру та електронну систему з можливістю атаки та розвідки. Він може бути оснащений бомбами або ракетами з понад 300 кг корисного навантаження. Вперше оприлюднено китайськими державними ЗМІ 11 листопада 2018 року 

## Історія використання
У серпні 2011 року BZK-005 впав на поле ферми поблизу Сінтай, провінція Хе Бей . Фотографії уламків були опубліковані на різних китайських інтернет-сайтах. 
У 2019 році Garuda Indonesia придбала 3 BZK-005 для вантажних маршрутів між віддаленими островами Індонезії. 
У квітні 2019 року було підтверджено, що BZK-005 буде використовуватися китайськими військовими для ведення морського спостереження над Східно-Китайським морем. БПЛА був перехоплений японськими повітряними силами самооборони після того, як він порушив повітряний простір Японії. 
У серпні 2021 року BZK-005 був помічений над Східно-Китайським морем разом із двома Y-9 . Передбачається, що це оновлений варіант, «спеціально налаштований для місій широкомасштабної розвідки, спостереження та рекогносцировки (ISR) з обтічником радіолокатора з синтетичною апертурою (SAR) під носом, який, можливо, містить систему SAR Ku-діапазону D3010 з подвійним датчиком. режим SAR/індикатор наземної рухомої цілі (GMTI) – і розташована всередині підфюзеляжна електрооптична/інфрачервона (EO/IR) вежа». 

## Оператори
People's Republic of China
- Повітряні сили Народно-визвольної армії Китаю : 84 одиниці [9]
- Морська авіація Народно-визвольної армії : 21 одиниця [10]

 Індонезія
- Гаруда Індонезія : 3 одиниці [6]

## Технічні характеристики
Загальні характеристики
Льотні характеристики
- Екіпаж: нема
- Вантажопідйомність: корисне навантаження 150 кг (331 фунт).
- Довжина: 9 м (29 футів 6 дюймів)
- Розмах крил: 19 м (62 фути 4 дюйми)
- Максимальна злітна вага: 1250 кг (2756 фунтів)
- Крейсерська швидкість: 150–180 км/год (93–112 миль/год, 81–97 вузлів)
- Тривалість польоту: 40 годин
- Експлуатаційна стеля: 8000 м (26000 футів)